# Подводные лодки типа VII
Подводные лодки типа VII — серия подводных лодок, которые использовались германским ВМФ во время Второй мировой войны (1939—1945 гг.). Самый крупносерийный тип подводных лодок в истории. Из заказанных кригсмарине 1050 подводных лодок этого типа в период с 1935 по 1945 год в строй вошли 703 лодки шести модификаций: 10 лодок модификации VII-A, 24 — модификации VII-B, 572 — модификации VII-C, 87 — модификации VII-C/41, 6 — модификации VII-D и 4 лодки модификации VII-F.

## Конструкция

Схема внутреннего устройства подводной лодки типа VIIC

### Конструкция корпуса
Подводные лодки типа VII являлись полуторакорпусными. К основному (прочному) корпусу, имевшему диаметр 4,7 м в районе центрального поста, приваривались бортовые були, палубная надстройка с ограждением рубки, носовая и кормовая оконечности. Толщина прочного корпуса составляла 18,5 мм в его центральной части, 22 мм в месте соединения его с рубкой и 16 мм в оконечностях. Благодаря значительной толщине прочный корпус лодок VII серии мог не только выдерживать забортное давление на глубинах до 250—300 м, но и противостоять снарядам малокалиберной артиллерии своих противников. На послевоенных испытаниях трофейных германских лодок было установлено, что прочный корпус подводных лодок типа VII защищал подлодку и её экипаж от 20- и 23-мм снарядов любых типов и 37-мм осколочно-зажигательно-трассирующих снарядов, и лишь конструкции лёгкого корпуса могли при этом повреждаться.
Простота конструкции лодок VII серии позволяла осуществлять строительство лодок крупными сериями. Прочный корпус «семёрок» сваривался из восьми секций: шести секций в виде согнутых стальных листов, сваренных цилиндрами, и двух секций в оконечностях (носовой и кормовой), свариваемых из трёх листов каждая. Строительство корпуса велось по следующей схеме. Секции прочного корпуса устанавливались на слип заводским краном. Далее секции приваривались друг к другу, после чего к прочному корпусу приваривалась рубка. В секции позади рубки строители оставляли обширное отверстие и через него последовательно загружали внутрь корпуса механизмы и приборы. После установки дизелей, всегда загружавшихся последними, отверстие заваривалось. Съёмные листы при строительстве не использовались.
Корпус подводных лодок серии с помощью лёгких плоских переборок, рассчитанных только на надводную аварию, разделялся на шесть отсеков:
1. Носовой торпедный отсек служил местом размещения четырёх торпедных аппаратов (по два аппарата в двух вертикальных рядах), а также шести запасных торпед, четыре из которых размещались под палубным настилом и две вдоль бортов подводной лодки. В отсеке было расположено специальное погрузочное и внутритранспортное устройства. Отсек являлся жилым, внутри отсека вдоль каждого борта были размещены три пары двухъярусных откидных коек. Пока расположенные вдоль бортов лодки торпеды оставались незаряжёнными в торпедные аппараты откинуть койки верхнего яруса было невозможно, поэтому морякам приходилось спать на чужих местах или прямо верхом на торпедах. У днища отсека (под запасными торпедами) располагались носовые дифферентная и две торпедозаместительные цистерны и привод ручного управления носовыми горизонтальными рулями[5].
2. Носовой жилой отсек делился тонкой переборкой и дверью на две части. Носовое помещение меньших размеров являлось жилым для четырёх фельдфебелей. В этом же помещении находился маленький гальюн. Во втором помещении, предназначенном для жилья офицеров, располагались четыре двухъярусные койки, далее у переборки центрального поста по левому борту размещалась каюта командира, которая отделялась от прохода шторой. Каюта была очень маленькой, из мебели в ней помещались встроенный в обшивку стены шкафчик, откидной столик и койка командира[5]. Напротив каюты командира были расположены боевые посты акустика и радиста, поэтому «даже лёжа на своей койке командир просто не мог не быть в курсе всего происходящего на лодке»[6]. Под палубным настилом отсека находилась носовая группа аккумуляторных батарей (62 элемента), баллоны системы воздуха высокого давления и артиллерийский погреб.
3. Центральный пост служил отсеком-убежищем и отделялся от других отсеков сферическими переборками, которые могли выдержать давление десять атмосфер со стороны вогнутости[5]. В отсеке были сосредоточены все системы управления кораблём: зенитный и командирский перископы, посты управления клапанами вентиляции и кингстонами, вертикальными и горизонтальными рулями с электрическими приводами дистанционного управления. В отсеке находился боевой пост штурмана и штурманское оборудование. Отсек был оборудован вспомогательными механизмами: двумя насосами и гидравлическим мотором поднятия перископов; вдоль бортов отсека были размещены цистерны питьевой воды и гидравлического масла. Прямо под центральным постом располагалась равнопрочная балластная цистерна объёмом 47,7 м, по обе стороны от неё находились топливные цистерны. Над центральным постом находилась узкая боевая рубка, в которой размещался боевой пост командира во время проведения торпедной атаки[6]. Боевой пост представлял собой откидное кресло, вращавшееся совместно с командирским перископом, рядом располагался счётно-решающий прибор управления торпедной стрельбой и репитер гирокомпаса[7].
4. Кормовой жилой отсек включал: четыре пары коек для унтер-офицеров, камбуз, второй гальюн, а также вторую электрическую подстанцию. Под палубным настилом отсека находилась вторая группа аккумуляторной батареи (62 бака-элемента), несколько баллонов системы воздуха высокого давления и одна топливная цистерна. Отсек связывал центральный пост с камбузом, дизельным и электромоторным отсеками, и из-за постоянного шума и беготни немецкие подводники называли отсек «Потсдамской площадью»[7].
5. В дизельном отсеке, занимая почти весь его объём, над палубным настилом были расположены два дизеля. Кроме этого, в отсеке размещались баллоны с сжатым воздухом (для запуска дизелей) и баллон с углекислотой для тушения пожаров[7]. В нижней части отсека находились масляные цистерны.
6. В электромоторном (кормовом торпедном) отсеке размещались два электромотора, торпедный аппарат и два компрессора воздуха высокого давления (по левому борту — электрический, по правому борту — дизель-компрессор Юнкерса). Тут же размещались посты энергетики и ручного управления вертикальными и кормовыми горизонтальными рулями, запасная торпеда (под палубным настилом), а ближе к корме — кормовая дифферентная и торпедозаместительная цистерны. В крыше отсека имелся специальный торпедопогрузочный люк. К концу Второй мировой войны в отсеке был установлен метатель имитационных патронов Больда, представлявший собой трубу небольшого диаметра, снабжённую передней и задней крышками[8].

Надстройка и оконечности лёгкого корпуса подлодки служили местом размещения ряда систем и механизмов: гидрофонов гидроакустической станции, шпилевого устройства и якоря, четырёх водонепроницаемых пеналов для хранения надувных плотов, комплекта маскировочных сетей, водонепроницаемых кранцев первых выстрелов к 88-мм и зенитным орудиям, шахты подачи воздуха к дизелям, выхлопных клапанов и глушителей дизелей, баллонов системы воздуха высокого давления, а также двух водонепроницаемых пеналов для хранения запасных торпед, один из которых находился впереди, а один позади ограждения рубки (в пеналах могли находиться только торпеды G7a). Палуба надстройки обшивалась деревянными досками. Личный состав верхней вахты, зенитные орудия, неподвижные и выдвижные устройства размещались на ограждении рубки с мостиком. Позади боевой рубки (внутри ограждения) был размещён воздухозаборник шахты подачи воздуха к дизелям и кранцы первых выстрелов зенитных орудий.

### Силовая установка
Силовая установка подводных лодок типа VII состояла из двух шестицилиндровых четырёхтактных дизелей марки F46 фирмы «Germaniawerft», на некоторых лодках устанавливались аналогичные двигатели марки M6V 40/46 фирмы MAN с механическим наддувом Бюхи (дизели фирмы «Germaniawerft» считались более надёжными, но менее экономичными). На подводных лодках модификации A мощность дизелей составляла 1160 л. с., на всех последующих — 1400 л. с. Мощность силовой установки обеспечивала лодкам максимальную скорость хода под дизелями в 16,9 узла, а под дизелями и электромоторами — 17,4 узла.
В феврале 1944 года было начато оснащение подводных лодок типа VII устройствами для работы дизелей под водой (шнорхелями)
Для подводного движения подводных лодок типа использовались два двухъякорных электродвигателя производства фирм «Сименс», «АЕГ» или «Браун-Бовери» мощностью в 375 л. с. Электродвигатели и дизели соединялись с линией вала при помощи механических муфт. Аккумуляторная батарея состояла из 124 элементов типов 27-MAK 800W, позднее 33-MAL 800W, сведённых в две группы. Каждая группа размещалась в ямах с герметическим настилом с индивидуальной вентиляцией элементов.
Внутренние топливные цистерны вмещали нормальный запас топлива — 62,14 т дизельного топлива. Полный запас топлива, размещавшийся в топливных и топливно-балластных цистернах лодки, составлял 105,3 т, а максимальный топливный запас (с учётом объёма уравнительной цистерны) достигал 113,47 т. Максимальный запас пресной воды — 3,8 т, масла — 6 т, запас кислорода в баллонах системы высокого давления — 50 л.
Автономность всех лодок торпедных модификаций в среднем находилась в пределах 40 суток. На десятиузловом ходу дальность плавания лодок достигала 8500 морских миль, а при работе дизель-электрической передачи возрастала до 9700 морских миль. Дальность подводного плавания зависела от типа аккумуляторов и составляла 130 миль при скорости два узла, или 80 миль при скорости четыре узла.

### Система погружения и всплытия
Приём главного балласта осуществлялся в пять цистерн, из которых одна (№ 1) размещалась в лёгком корпусе в корме, две цистерны (№ 2 и 4) размещались в бортовых булях, одна цистерна (№ 3) в третьем отсеке внутри прочного корпуса, последняя цистерна (№ 5) располагалась в носовой оконечности (там же находилась цистерна быстрого погружения). В трёх балластных цистернах (№ 2, 4, 5) могло храниться топливо. Цистерны главного балласта, за исключением средней группы, были бескингстонными, управление клапанами вентиляции осуществлялось из центрального поста. Между цистернами № 2 и № 4 находились две топливно-балластные цистерны небольшого размера, уравнительная цистерна, бортовая цистерна плавучести. Арматура системы воздуха высокого давления,
собиравшаяся из стальных труб, не была рассчитана на длительную эксплуатацию. Общая ёмкость баллонов воздуха высокого давления, сжатого под давлением 205 кг/см² — 3,46 м³ (с 1944 года повышена до 5,2 м³). Пополнение запасов ВВД осуществлялось с помощью двух шестилитровых компрессоров (дизельного и электрического). Осушительно-дифферентовочная система лодки состояла из центробежного и поршневого насосов производительностью 30 и 18 т/ч соответственно.

## Модификации

### Тип VII-A
Подводные лодки типа VII-A разрабатывались в период с 1933 по 1934, и с 1935 по 1937 год на верфях Киля и Бремена было построено десять подводных лодок этого типа.
Эти лодки были первыми в серии лодок принципиального нового типа, известного как Тип VII. Значительно превосходившим по своим характеристикам лодки типа II, лодкам типа VII предстояло стать «рабочей лошадкой» кригсмарине во Второй мировой войне.
Лодки этого типа имели пять торпедных аппаратов (четыре на носу и один на корме), и несли одиннадцать торпед. Кроме того, лодки вооружались эффективным и скорострельным 88-мм орудием с боекомплектом в 220 выстрелов, в состав которого входили бронебойные, фугасные и осветительные снаряды.
Все, кроме двух подводных лодок типа VII-A (U-29 и U-30 были затоплены своими экипажами 4 марта 1945 года в заливе Кюмпфермен) потеряны в боях во время Второй мировой войны.

#### Технические характеристики VII-A
- Длина (м) — 64,51 (общая), 45,50 (прочный корпус)
- Ширина (м) — 5,85 (общая), 4,70 (прочный корпус)
- Высота (м) — 9,50
- Мощность (л/с) — 2310 (на поверхности), 750 (погружённое)
- Скорость (узел) — 17 (на поверхности), 8,0 (погружённое)
- Дальность (миль/узел) — 6200/10 (на поверхности), 94/4 (погружённое)
- Торпеды — 11 штук
- Торпедные аппараты — 4 носовых, 1 кормовой
- Мины — 22 штуки
- Палубное орудие — 88/45 мм, 160 снарядов
- Экипаж — 42—46 человек
- Максимальная глубина погружения (м) — 220.

### Тип VII-B

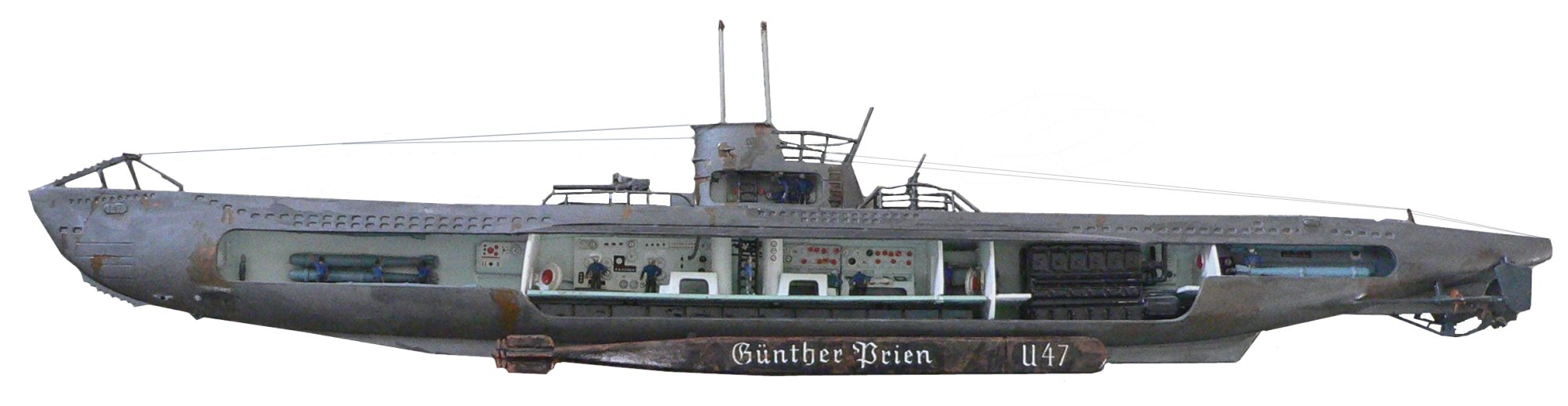
ПЛ U-47 типа VII-B

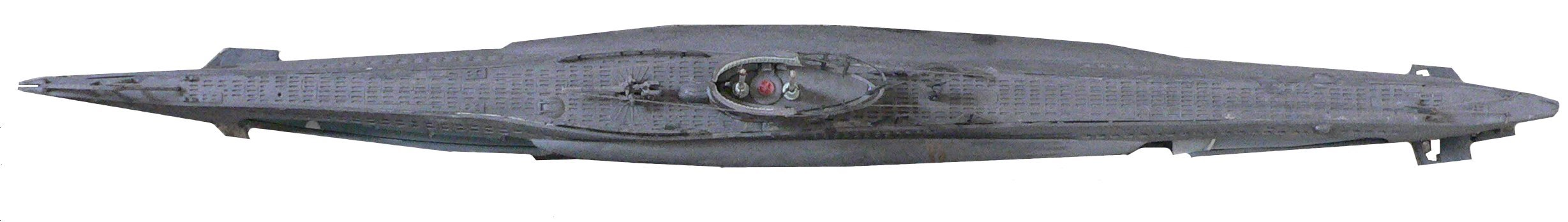

Подводные лодки типа VII-B — в период с 1936 по 1941 года было произведено двадцать четыре лодки данного типа.
Реальный недостаток подводных лодок предыдущего типа VIIA состоял в недостаточном объёме топливных цистерн. Этот недостаток был устранён в ПЛ типа VIIB, которые имели дополнительные 33 тонны топлива во внешних резервуарах, что привело к увеличению дальности действия лодок приблизительно на 2500 морских мили при скорости в 10 узлов. Они были значительно мощнее и почти на узел быстрее в надводном положении, чем лодки типа VIIA. Эти лодки (и все последующие проекты) имели два руля вместо одного, имеющегося на VIIA, которые добавляли лодке манёвренности.
Лодки типа VII-B имели то же самое вооружение, что и тип VIIA — четыре носовых торпедных аппарата и один кормовой торпедный аппарат. ПЛ U-83 была единственным типом VII-B без кормового торпедного аппарата. Главное отличием в вооружении было то, что на лодку можно было погрузить три дополнительных торпеды. В итоге на ПЛ типа VIIB находилось четырнадцать торпед. Последующее развитие этого типа привело к разработке типа VIIC с несколькими усовершенствованиями. Лодки модификации VIIB оказались самыми быстрыми из всех лодок типа VII и в основном они действовали во время наиблагоприятнейшего периода Битвы за Атлантику. К модификации VIIB относятся легендарные и результативные U-47 Прина, U-99 Кречмера, U-100 Шепке и U-48, последовательно ходившая под командованием Шульце, Рёзинга и Блейхродта, которые стали кавалерами Рыцарского железного креста и сделали U-48 самой результативной подлодкой Второй мировой войны.

#### Технические характеристики VIIB
- Длина (м) — 66,50 (общая), 48,80 (прочный корпус)
- Ширина (м) — 6,20 (общая), 4,70 (прочный корпус)
- Высота — 9,50 м.
- Мощность (л/с) — 3200 (на поверхности), 750 (погружённое)
- Скорость (узел) — 17,9 (на поверхности), 8,0 (погруженное)
- Дальность (миль/узел) — 8700/10 (на поверхности), 90/4 (погружённое)
- Торпеды — 14 шт.
- Торпедные аппараты — 4 носовых, 1 кормовой
- Мины — 26 шт.
- Палубное орудие — 88/45 мм, 160 снарядов
- Экипаж — 44—48 человек
- Максимальная глубина погружения — 220 м.

### Тип VII-C
Лодки типа VIIC были «рабочими лошадками» германского подводного флота. Всего в период с 1940 по 1945 год было построено 568 ПЛ типа VIIC. Лодки этого типа производились на протяжении всей войны. Первой ПЛ этого типа стала U-69 в 1940 году. Лодки типа VIIC были эффективными боевыми машинами и использовались повсеместно, хотя радиус их действия был меньше, чем у ПЛ Типа IX.
Тип VIIC был немного модифицированной версией успешного типа VIIB. Он имел очень похожие двигатели и мощность, но был больше и тяжелее, что делало его менее скоростным, чем тип VIIB. Много ПЛ этого типа оснащались шноркелем в 1944 и 1945 годах.
Они имели такое же расположение торпедных аппаратов, как и у предшественников, за исключением U-72, U-78,
U-80, U-554 и U-555, которые имели только два носовых ТА, а также U-203, U-331, U-351, U-401, U-431 и U-651, которые не имели кормовых ТА.

### Тип VII-C в варианте ПВО
Одной из модификаций типа VII-C стали лодки ПВО (обозначались как U-Flak).
С усилением патрульной авиации союзников в Бискайском заливе возникла потребность в лодках ПВО. Было переоборудовано четыре лодки: U-441, U-256, U-621 и U-951. Незавершена была модернизация U-211, U-263 и U-271.

Модернизация заключалась в установке новой ходовой рубки с двумя счетверёнными 20-мм и одной 37-мм зенитными установками. Лодки такого типа должны были действовать только в пределах Бискайского залива.
Все лодки к 1944 году были возвращены в первозданное состояние. Ими было сбито шесть самолётов (три сбила U-441 и по одному U-256, U-621 и U-951).

### Тип VII-C/41

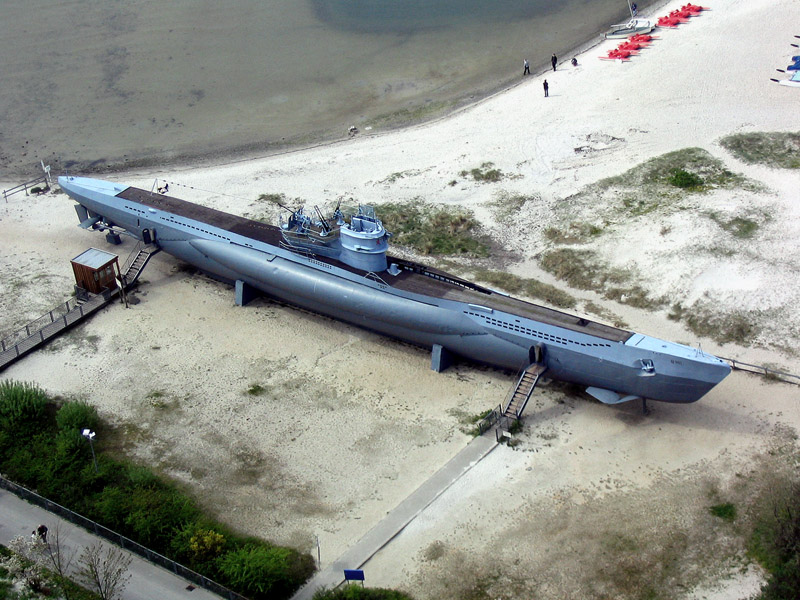
Тип VIIC/41 U-995

Подводная лодка типа VIIC/41 — разрез и план

Тип VIIC/41 был немного модифицированной версией успешного типа VIIC, и имел то же самое вооружение и двигатели. Различия состояли в некоторой перекомпоновке механизмов энергетической установки, которая позволила сэкономить 11,5 тонн, потраченные на увеличение толщины прочного корпуса с 18 до 21,5 мм. Это позволило увеличить рабочую глубину погружения со 100 до 120 метров, а расчётную глубину разрушения корпуса — с 250 до почти 300 метров. Всего была построена 91 лодка.
Сегодня одна лодка Типа VIIC/41 всё ещё существует: U-995 демонстрируется в морском музее города Лабё (на север от Киля), единственная лодка типа VII оставшаяся в мире.

### Тип VII-C/42
Тип VIIC/42 разрабатывался в 1942—1943 годах для замены устаревающего типа VIIC. Лодки этого типа должны были иметь усиленный прочный корпус, с толщиной стенок до 28 мм, и должны были погружаться вдвое глубже, чем лодки предыдущего типа VIIC. Эти лодки внешне должны были быть очень похожи на тип VIIC/41, но с двумя перископами в рубке и с увеличенным на две штуки боекомплектом торпед.
Был подписан контракт на строительство 164 лодок и несколько лодок было спущено на воду, но все они были отменены 30 сентября 1943 года для запуска строительства нового типа XXI, и ни одна лодка не была достроена.
Они оснащались такими же двигателями, как и тип VIIC.

### Тип VII-D
Лодки типа VIID, которые проектировались в 1939 и 1940 годах, были удлинённой версией ПЛ типа VIIC с тремя рядами вертикальных шахт (по пять в каждом ряду) за рубкой, подобно современным подлодкам с баллистическими ракетами, только вместо ракет эти шахты были предназначены для выброса мин.
В надводном положении лодка двигалась с помощью двух форсированных, шестицилиндровых, четырёхтактных дизельных двигателей Germaniawerft F46 суммарной мощностью 3200 л. с. (2400 кВт) при 470—490 об./мин.

В подводном положении использовались два электромотора AEG GU 460/8-276 суммарной мощностью 750 л. с. (560 кВт) при 285 об./мин.
Эти лодки не были очень удачливыми: во время войны выжила только одна; остальные пять затонули вместе с экипажем.

### Тип VII-F
Проект VII-F был разработан в 1941 году, как торпедный транспорт. Лодки этого типа были самыми большими и тяжёлыми лодками типа VII. Они не вооружались палубным орудием, как все остальные лодки типа VII. В варианте торпедного транспорта лодка могла нести до 39 торпед. Как обычная боевая — стандартные 14.
Всего было построено четыре лодки типа VII-F. Две из них, U-1062 и U-1059, были отправлены в качестве поддержки на Дальний Восток; U-1060 и U-1061 отправлены в Атлантику.

#### Технические характеристики VII-F
- Длина (м) — 77,63 (общая), 60,40 (прочный корпус)
- Ширина (м) — 7,30 (общая), 4,70 (прочный корпус)
- Высота (м) — 9,60
- Мощность (л/с) — 3200 (на поверхности), 750 (погружённое)
- Скорость (узел) — 17,6 (на поверхности), 7,9 (погружённое)
- Дальность (миль/узел) — 8700/10 (на поверхности), 90/4 (погружённое)
- Торпеды — 14 штук
- Торпедные аппараты — 4 носовых, 1 кормовой
- Мины — нет
- Палубное орудие — нет
- Экипаж — 46—52 человека
- Максимальная глубина погружения (м) — 200.

## Сравнительные характеристики
| Тип                                | VIIA                         | VIIB                         | VIIC                         | VIIC/41                      | VIIC/42                      | VIID                                                               | VIIF                                                      |
| ---------------------------------- | ---------------------------- | ---------------------------- | ---------------------------- | ---------------------------- | ---------------------------- | ------------------------------------------------------------------ | --------------------------------------------------------- |
| Водоизмещение надводное, т         | 626                          | 753                          | 769                          | 769                          | 999                          | 965                                                                | 1084                                                      |
| Водоизмещение подводное, т         | 745                          | 857                          | 871                          | 871                          | 1099                         | 1080                                                               | 1181                                                      |
| Длина общая, м                     | 64,5                         | 66,6                         | 67,1                         | 67,1                         | 68,7                         | 76,9                                                               | 77,6                                                      |
| Длина прочного корпуса, м          | 44,5                         | 48,8                         | 50,5                         | 50,5                         | 50,9                         | 59,8                                                               | 60,4                                                      |
| Ширина общая, м                    | 5,85                         | 6,2                          | 6,2                          | 6,2                          | 6,85                         | 6,4                                                                | 7,3                                                       |
| Ширина прочного корпуса, м         | 4,7                          | 4,7                          | 4,7                          | 4,7                          | 5                            | 4,7                                                                | 4,7                                                       |
| Осадка, м                          | 4,4                          | 4,74                         | 4,74                         | 4,74                         | 5                            | 5                                                                  | 4,9                                                       |
| Мощность надводная, кВт            | 1700                         | 2400                         | 2400                         | 2400                         | 2400                         | 2400                                                               | 2400                                                      |
| Мощность подводная, кВт            | 560                          | 560                          | 560                          | 560                          | 560                          | 560                                                                | 560                                                       |
| Скорость (надводная)               | 17 узлов (31 км/ч)           | 17,9 узла (33 км/ч)          | 17,7 узла (33 км/ч)          | 17,7 узла (33 км/ч)          | 18,6 узла (34 км/ч)          | 16,7 узла (31 км/ч)                                                | 17,6 узла (33 км/ч)                                       |
| Скорость (подводная)               | 8 узлов (15 км/ч)            | 8 узлов (15 км/ч)            | 7,6 узла (14 км/ч)           | 7,6 узла (14 км/ч)           | 7,6 узла (14 км/ч)           | 7,3 узла (14 км/ч)                                                 | 7,9 узла (15 км/ч)                                        |
| Дальность плавания (надводная), км | 11 470                       | 16 095                       | 15 170                       | 15 725                       | 23 310                       | 20 720                                                             | 27 195                                                    |
| Дальность плавания (подводная), км | 175                          | 175                          | 150                          | 150                          | 150                          | 130                                                                | 140                                                       |
| Максимальная рабочая глубина, м    | 220                          | 220                          | 230                          | 250                          | 270                          | 200                                                                | 200                                                       |
| Предельная глубина, м              | 230—250                      | 230—250                      | 250—295                      | 275—325                      | 350—400                      | 220—240                                                            | 220—240                                                   |
| Экипаж, чел.                       | 42—46                        | 44—48                        | 44—52                        | 44—52                        | 44—52                        | 46—52                                                              | 46—52                                                     |
| Палубное орудие                    | C35 88 мм/L45 с 220 зарядами | C35 88 мм/L45 с 220 зарядами | C35 88 мм/L45 с 220 зарядами | C35 88 мм/L45 с 220 зарядами | C35 88 мм/L45 с 220 зарядами | C35 88 мм/L45 с 220 зарядами                                       | нет                                                       |
| ПВО                                | C30 20 мм                    | C30 20 мм                    | Разное                       | Разное                       | Разное                       | 2×C30 20 мм с 4380 патронами                                       | 3,7 см Flak с 1195 патронами 2×C30 20 мм с 4380 патронами |
| Носовые ТА                         | 4                            | 4                            | 4                            | 4                            | 4                            | 4                                                                  | 4                                                         |
| Кормовые ТА                        | 1                            | 1                            | 1                            | 1                            | 1                            | 1                                                                  | 1                                                         |
| Торпеды (максимум)                 | 11                           | 14                           | 14                           | 14                           | 16                           | 14                                                                 | 14 / 39                                                   |
| Мины                               | 22 TMA мины или 33 TMB мины  | 26 TMA мин                   | 26 TMA мин                   | 26 TMA мин                   | 26 TMA мин                   | 15 SMA мин в вертикальных шахтах и также 26 TMA мин или 39 TMB мин | нет                                                       |
| Количество построенных             | 10                           | 24                           | 568                          | 91                           | 0                            | 6                                                                  | 4                                                         |

## Знаменитые представители
- U-47 — лодка Гюнтера Прина, проникшая в Скапа-Флоу.
- U-48 — самая результативная, ею последовательно командовали три кавалера Рыцарского креста.
- U-96 — «Das Boot».
- U-99 — лодка самого результативного командира Второй мировой войны Отто Кречмера.
- U-977 — вместо капитуляции ушла в Аргентину. Якобы с Гитлером на борту.
- U-995 — единственная сохранившаяся подлодка типа VII (VIIC/41). Установлена в качестве мемориала с доступом внутрь на пляже в Лабё, к северо-востоку от Киля (Германия).